# Carl Gustaf Brocman
Carl Gustaf Brocman, född 9 januari 1747 i Östra Eneby församling, Östergötlands län, död 19 april 1770 i Stockholm, var en svensk författare och journalist. Han var son till Carl Fredric Broocman.

## Biografi
Brocman föddes 1747 i Östra Eneby församling. Han blev student vid Uppsala universitet 8 februari 1765 och i Åbo akademi senare samma år. Brocman disputerade 4 juli 1766 med Dissertatio historica de turcis, antiquissimis Scandiæ populis. Den 17 september 1766 blev han extra ordinarie amanuens i antikvitetsarkivet och 1767 medarbetare i Norrköpings Tidningar. Brocman gjorde sig under studietiden känd för kvickhet i sina avhandlingar, och utgav även en parodisk dissertation om hattar 1769. Han påbörjade även ett verk om Norrköpings stads historia, varav den första delen sträckande sig fram till 1520 utkom 1770. En fortsättning av arbetet avbröts genom Brocmans död. Han avled 1770 i Stockholm.